# Reaktant
En reaktant är en komponent som är inblandad i en kemisk reaktion och genom det övergår till ett annat ämne. Det färdigreagerade ämnet kallas för produkt (reaktionsprodukt). Reaktanten är startprodukten vid en kemisk reaktion. De kemiska bindningarna i reaktanten bryts under den kemiska reaktionen och nya bindningar formas för att bilda produkterna. För att bindningarna ska brytas och reaktionen ska ske krävs det att reaktanterna kolliderar med varandra med en viss mängd energi, aktiveringsenergi. Antalet gynnsamma kollisioner kan öka genom att öka koncentrationen reaktanter, temperaturen eller förekomst av katalysator. Reaktanter konsumeras delvis eller helt vid en kemisk reaktion till skillnad från katalysatorer som deltar i reaktionen utan att själva förbrukas.
I en kemisk reaktion är reaktanterna placerade på vänster sida av jämviktspilen och produkterna på höger sida. Om jämviktspilen är riktad åt båda hållen betyder det att reaktionen sker åt bägge riktningarna och därmed är substanserna på både höger och vänster sida av jämviktspilen reaktanter.
A + B → C
A och B är reaktanter medan C är produkten.
C → A + B
C är reaktanten och A och B är produkter.
Hur atomerna i reaktanterna är bundna till varandra förändras när reaktanten bildar produkter men antalet atomer, formelenheter och mol i reaktanterna på vänster sida av jämviktspilen ska vara det samma som på höger sida.